# Saru Lock
Saru Lock (猿ロック) è un manga scritto e illustrato da Naoki Serizawa. L'opera originale è stata pubblicata sulle pagine della rivista Young Magazine fra il 2003 ed il 2009 dalla casa editrice Kōdansha.
In Francia Saru Lock viene pubblicato da Pika.
Dal manga nel 2009 è stato tratto anche un dorama e l'anno successivo un film live-action.

## Trama
Yataro Sarumaru, è un normale liceale ossessionato dalle ragazze, ma anche sfortunato. Soprannominato semplicemente Saru, letteralmente (scimmia in giapponese), il nostro protagonista essendo figlio di un fabbro con il tempo ha sviluppato una straordinaria abilità nello scassinare ogni genere di serratura, il che lo farà cacciare in numerose disavventure.

## Dorama

### Cast
- Hayato Ichihara - Sarumaru Yataro
- Sei Ashina - Mizuhara Ritsuko
- Gota Watabe - Yamamoto Kenji
- Sousuke Takaoka - Yamada Jiro
- Ayame Misaki - (ep1)
- Yoshiyuki Morishita - (ep1)
- Yasuhi Nakamura - (ep1)
- Misako Shioyama - as date club girl (ep1)
- Tsubasa Haruya - as date club girl (ep1)
- Asuka - Mako (ep1)
- Ai Narita - AV actress (ep1)
- Yuri Nakamura - Eri (ep1-2)
- Amon Kabe - Hiroyuki (ep1-2)
- Ryotaro Yonemura - Mishima (ep1-2)
- Kojiro Yamamoto - Mishima's underling (ep1-2)
- Yasuharu Miyahira - Mishima's underling (ep1-2)
- Yuki Suzuki - Mishima's underling (ep1-2)
- Yoshio Doi (ep3)
- Tomoka Kurokawa - Miki (ep3-5)
- Kaoru Hirata - Kaori (ep3-5)
- Miku Wakusawa - Kyoko (ep3-5)
- Yumi Seimiya - Emily (ep3-5)
- Erina e Bambi Watanabe - Emily's colleagues (ep3-5)
- Genki Hirakata - Takase (ep3-5)
- Yuu Miura - Uehara (ep3-5)
- Terunosuke Takezai - (ep3-5)
- Yasuka Matsuo (ep6-8)
- Yu Misaki - Minami (ep9,10)